# Twin Rocks
Twin Rocks är en kulle i Antarktis. Den ligger i Östantarktis. Nya Zeeland gör anspråk på området. Toppen på Twin Rocks är 661 meter över havet.
Terrängen runt Twin Rocks är varierad. Trakten är obefolkad. Det finns inga samhällen i närheten.